# Jadwiga Oldenburg
Jadwiga Oldenburg (ur. 5 sierpnia 1581 w Hillerød, zm. 26 listopada 1641 w Prettin) – księżniczka Danii i Norwegii oraz poprzez małżeństwo z Krystianem II księżna-elektorowa Saksonii.

## Życiorys
Urodziła się jako czwarta córka (siódme spośród ośmiorga dzieci) króla Danii i Norwegii Fryderyka II i jego żony królowej Zofii. 
12 sierpnia 1602 w Dreźnie poślubiła księcia-elektora Saksonii Krystiana II. Para nie miała dzieci.